# Blanca Rodríguez
Blanca Rodríguez López (ur. 26 czerwca 1990) – hiszpańska zapaśniczka walcząca w stylu wolnym. Złota medalistka mistrzostw śródziemnomorskich w 2015 i 2016 roku.